# غوستافو أيون
غوستافو أيون (بالإسبانية: Gustavo Ayón)‏ مواليد 1 أبريل 1985، هو لاعب كرة سلة مكسيكي سابق، كان يلعب مع فريق ريال مدريد بالونكيستو وحمل الرقم 14. يبلغ طوله 6 قدم 10 بوصة (2.1 م).

## روابط خارجية
- غوستافو أيون على موقع الاتحاد الدولي لكرة السلة (الإنجليزية)
- غوستافو أيون على موقع الدوري الأوروبي لكرة السلة (الإنجليزية)
- غوستافو أيون على موقع إن بي أي (الإنجليزية)
- غوستافو أيون على موقع سبورتس رفرنس (الإنجليزية)
- غوستافو أيون على موقع الدوري الإسباني لكرة السلة (الإسبانية)
- غوستافو أيون على موقع كرة السلة الأوروبية.كوم (الإنجليزية)
- غوستافو أيون على موقع ريلجم (الإنجليزية)
- غوستافو أيون على موقع بروبوليرز (الإنجليزية)
- غوستافو أيون على موقع سبورتس رفرنس (الإنجليزية)